# Зона безпеки
«Зона безпеки» (англ. Safety Zone) — американський фантастичний бойовик 1996 року.

## Сюжет
Дія фільму розгортається в недалекому майбутньому, коли уряд США, не здатний стримувати розгул злочинності, створив «Зони безпеки» — резервації для законослухняних громадян. Але винахід учергове обертається проти своїх винахідників. І ось вже нікуди сховатися від зловісного Маркоса — короля злочинного світу Нової Америки. Секретний агент Ерік Валентино отримує наказ впровадитися в одну з Зон, щоб виконати відразу кілька завдань. Він змушений працювати без прикриття, сподіваючись лише на свої сили. Єдині люди, на кого можна розраховувати — або у в'язниці, або в землі. Але завдання потрібно виконати за будь-яку ціну.

## У ролях
- Лорен Аведон — Купер
- Грег Батчер — Ковбой у спідниці
- Надя Джугліері — диктор радіо
- Метт Холлмен — вуличний головоріз
- Маттіас Х'юз — Маркос
- Негріта Джейді
- Стів Маккей
- Стівен Ніджар
- Білл Пайкелс
- Джей Зайді — бездомний